# Impulse (álbum)
Impulse es el primer álbum de estudio de la banda estadounidense de metalcore Erra. Fue lanzado el 30 de noviembre de 2011 a través de Tragic Hero Records y fue producido por Brian Hood. Es su único álbum con el bajista fundador Adam Hicks.

## Lista de canciones
| N.º | Título              | Duración |  |
| 1.  | «White Noise»       | 4:02     |  |
| 2.  | «Pattern Interrupt» | 3:09     |  |
| 3.  | «Seven»             | 3:17     |  |
| 4.  | «The Architect»     | 3:15     |  |
| 5.  | «Efflorescent»      | 3:58     |  |
| 6.  | «Vaalbara»          | 4:14     |  |
| 7.  | «Heart»             | 3:31     |  |
| 8.  | «Obscure Words»     | 3:04     |  |
| 9.  | «Invent»            | 4:42     |  |
| 10. | «Render the Void»   | 5:47     |  |

## Personal
Erra
- Garrison Lee - voz gutural
- Jesse Cash – guitarra, bajo, voz limpia
- Alan Rigdon – guitarra, bajo, coros
- Adam Hicks - bajo
- Alex Ballew - batería